# Nûruddîn Abdurrahmân Isfarâyinî
Nûruddîn Abû Muhammad 'Abdurrahmân b. Muhammad b. Muhammad al Kasirqî Isfarâyinî, connu sous le nom de Nûruddîn Isfarâyinî (en persan : نور الدين اسفرائنی ),  est un maître soufi, membre de la confrérie Kubrâwiyya, né à Kasirq, près d'Isfarâyin, le 7 avril 1242. Il meurt à Baghdâd, vers 1317.

## Biographie
C'est tout près de son village natal, alors qu'il vit toujours auprès de ses parents, qu'il fait ses premiers pas dans la voie spirituelle au côté d'un représentant du maître Ahmad Jûrpânî. Ce dernier, qui avait été disciple de Radî al-Dîn 'Alî Lâlâ, accepte à son tour le jeune aspirant au sein de son couvent (khânqâh) et devient son directeur spirituel. Par l'intermédiaire de ces deux maîtres, Nûruddîn Isfarâyinî accède à l'enseignement de Najm al-Dîn Kubrâ, le « maître du maître de notre maître » et s'initie au dhikr et à la retraite.
Au bout d'un certain temps, il quitte la région d'Isfarâyin pour le Khurâsân où il poursuit son instruction notamment auprès du shaykh 'Abdullâh qui fut également élève de Radî al-Dîn 'Alî Lâlâ. À la même époque, il reçoit la robe soufie, la « robe du bénéfice spirituel » (khirqa-yi tabarruk) de la part de Rashîduddîn al-Muqrî, un maître de la confrérie Suhrawardiyya. Il multiplie les rencontres dans la région et commence à diriger des disciples. Puis, dans le but d'accomplir le pèlerinage à La Mecque, et semble-t-il sur l'ordre de son maître qui souhaite le déléguer à Baghdâd, il quitte le Khurâsân accompagné d'un groupe de disciples.
Au cours de son voyage, Nûruddîn Isfarâyinî décide de reporter le pèlerinage et s'installe à Baghdâd où il commence par réorganiser plusieurs centres soufis dans la ville. Il occupe un établissement nommé Ribât-i Sakîna autour de 1290. Sur les conseils de 'Alâ'uddawla Simnânî, il quitte ce lieu, et finit par s'établir sur la rive orientale du Tigre dans une ruine que le Sultan, l'Ilkhân Ûljâytû, lui assigne à titre de propriété. Il passe une dizaine d'années à reconstruire le lieu, et organise la vie des disciples dans le khânqâh-i bâb-i gharbî. Parmi eux, se trouvent 'Abdussalâm al Khunjî, Jabra'îl- Khurramâbâdî, et 'Alâ'uddawla Simnânî qui deviendra le plus important transmetteur de l'enseignement de Nûruddîn Isfarâyinî en colligeant une grande partie de ses écrits.
Contrairement à Najm al-Dîn Râzî, dont le séjour à Baghdâd avait été peu fructueux, Nûruddîn Isfarâyinî gagne en influence, en particulier dans le milieu politique, comme en témoignent ses nombreuses lettres adressées aux grands de ce monde. En effet, il écrit aux vizirs, aux sultans, et autres fonctionnaires de l'administration mongole dont certains deviennent ses aspirants et fréquentent même son couvent. Il attache une grande importance au rôle du soufi auprès des hommes du pouvoir, l'islam ayant été séparé du politique à la suite de l'invasion mongole.
Après une période de près de quarante ans, il meurt à Baghdâd aux alentours de 1317. Par sa présence, la ville est devenue un centre important de la Kubrawiyya. Selon Jâmî, le khânqâh est toujours en activité deux générations plus tard et sa direction se trouve entre les mains du petit-fils de Nûruddîn Isfarâyinî, qu'il qualifie de « Khalîfa de son éminent grand-père ».

## Œuvre
Près de 150 écrits de Nûruddîn Isfarâyinî ont été conservés et compilés au sein de deux recueils. Ils ont été rédigés en persan et en arabe et comportent aussi bien des traités, que de courtes "réponses" ou des lettres. Le premier de ces recueils est intitulé Kitâb al-maktûbât. Le second, vraisemblablement rédigé par 'Alâ'uddawla Simnânî, porte le titre Rasâ'il an-nûr fî shamâ'il ahl as-surûr.

## Doctrine
Parmi ces écrits, seuls deux représentent de véritables traités de soufisme. L'un s'intitule Kâshif al-asrâr (Le Révélateur des Mystères); il s'agit d'une réponse à la question du sens spirituel de la tradition des « 70 000 Voiles de Lumières et de Ténèbres… ». L'auteur y aborde l'apparition de la Lumière de Dieu à l'intérieur du cheminant, les voiles qui empêchent cette irradiation, en particulier dans les rapports que le cœur entretient avec l'âme :
« Plus le chercheur Amant avance dans la Quête de l'Aimé, plus le reflet du Soleil de Sa Beauté ravissante fait accroître l'irradiation dans l'intime du coeur de l'Amant, et par là, le chercheur Amant contemple de plus près l'ineffable Beauté réconfortante de la Face de l'Aimé ; et plus l'Amour pour cette Présence croît en lui, jusqu'à ce que par cet Amour, l'être de l'Amant disparaisse dans l'Aimé, et plus l'Amant sort de son ipséité, plus l'Aimé se trouve proche de lui. »
L'autre traité, dont le titre est Fî kayfîyat at-taslîk wa'l-ijlâs fî'l-khalwa, porte sur l'éducation spirituelle et la retraite. Nûruddîn Isfarâyinî s'y attache aux questions pratiques qui permettent d'avoir une idée de la vie à l'intérieur du khânqâh kubrawî. Il y développe notamment les conditions du dhikr, au nombre de huit, reprenant fidèlement celles énumérées par le fondateur de l'ordre.

Le dikhr est un pilier de l'enseignement de la Kubrawiyya. Nûruddîn Isfarâyinî, tout comme l'avaient fait auparavant Najm al-Dîn Kubrâ ou bien Najm al-Dîn Râzî, aborde la manifestation de la Lumière divine au sein de l'être humain à travers une conception des phénomènes colorés, perçus lors de la pratique du dhikr. Dans l'une de ses correspondances, il précise :
« Dans ces conditions, il est inévitable que se montrent des couleurs et des lumières. Or, plus le dikhr est intensifié, plus la Lumière de la Parole est consolidée et dominante dans le monde intérieur. Quand la face de l'esprit qui est tournée vers le monde créatures est ainsi purifiée de la ternissure [provenant] de l'âme, par l'assaut des Lumières de la Parole, les Lumières épiphanies de l'esprit s'épiphanisent sur la substance du coeur et la substance de l'âme en reçoit un reflet. [C'est ainsi qu'] une maladie dans la disposition de l'âme devient manifeste, une couleur jaune en est engendrée, et ce genre de lumières [visualisées par le disciple] en résulte. Parfois c'est rouge, parfois vert, parfois bleu, parfois blanc. Autrement, la Lumière n'a point de teinture en sa réalité propre à elle-même ; le teinturier, c'est l'âme (nafs). Si celle-ci enlève l'obscurité qui lui est propre; il ne reste ni couleur, ni odeur. »